# Riantec
 Riantec  (en bretón Rianteg) es una población y comuna francesa, situada en la región de Bretaña, departamento de Morbihan, en el distrito de Lorient y cantón de Port-Louis.

## Demografía
| 4121 | 4126 | 4128 | 4616 | 4846 | 4765 |
| Para los censos de 1962 a 1999 la población legal corresponde a la población sin duplicidades (Fuente: INSEE [Consultar]) |      |      |      |      |      |